# Maladie complexe
Les maladies complexes sont des maladies dont l'étiologie est multifactorielle. Très fréquentes, elles forment une centaine de maladies encore mal connues malgré leur fréquence.
Elles sont dus à l'interaction entre un profil génétique particulier et un environnement particulier. 
Les maladies complexes sont responsables de 86 % des décès dans les pays européens, et 77 % des maladies. 

## Exemples
Quelques exemples de maladies complexes :
- obésité ;
- diabète ;
- maladies cardio-vasculaires (hypertension artérielle, athérome et athérosclérose) ;
- allergie (asthme) ;
- maladies dysimmunitaires ou auto-immunes ;
- maladies neurodégénératives (maladie d'Alzheimer, maladie de Parkinson, sclérose latérale amyotrophique).

## Évolution
L'incidence des maladies complexes affiche une augmentation constante. Les cancers étaient imputés dans 3,5 % des décès en 1906, 11,5 % en 1945 et 26,9 % en 1990. Les maladies cardio-vasculaires étaient responsables de 12,5 % des décès en 1906, 27,3 % en 1945 et 33,4 % en 1990 ; ils sont cependant en baisse depuis.
Entre 1994 et 2004, ces affections de longue durée (ALD) ont progressé de 73,5 % (+84 % pour le cancer ; +83 % pour le diabète).
Cette hausse de 5,7 % par an en moyenne sur dix ans est beaucoup plus rapide que le vieillissement de la population.

## Économie de la santé
D’après l’OMS[réf. nécessaire], les ALD représentent 60 % de nos dépenses de santé.

## Causes
Selon l’OMS[réf. nécessaire], 40 % des cancers et 80 % des maladies cardiovasculaires et des diabètes type 2 sont provoqués par un déséquilibre alimentaire et le contexte environnemental. 